# AN/UYK-19
AN/UYK-19 — компьютер производства компании Rolm Computer, который в начале 1970-х годов в различных приложениях для ВМС США конкурировал с мини-ЭВМ AN/UYK-20 фирмы Unisys. Военный вариант компьютера Data General NOVA, выпущенный в 1974 году. Компилятор CMS-2 AN/WLR-14/UYK-19 для компьютеров AN/UYK-19 был разработан Command Control and Communications Corporation.
Всего было разработано пять версий компьютера, в обозначениях компании Rolm Computer — 1605, 1603A, 1650, 1602B, 1666B. Последняя версия обозначалась также AN/UYK-64 и имела расширенный набор команд.
Применялся в системах РЭБ AN/SLQ-32 и AN/MLQ-34, системе наведения ракет «Томагавк». Был стандартным компьютером в боевой информационно-управляющей системе H930 (англ. Hughes Modular Combat System), работал в системе управления дисплеями тактического флагманского командного центра TFCC.

## Характеристики
Компьютер AN/UYK-19 обладал следующими характеристиками:
- Разрядность — 16 бит
- Объём памяти:
  - ОЗУ — до 128 к слов (256 кбайт) блоками по 32 к слов
  - ПЗУ — 512 кбайт
- Тактовая частота — 20 МГц
- Цикл:
  - память — 2 мкс
  - сложение — 1 мкс
  - сложение с плавающей точкой — 4,6—10,1 мкс
  - деление с плавающей точкой — 20,95—29,95 мкс
- Каналов ввода-вывода — 7
- Скорость передачи данных — до 1,32 Мбит/с
- Число команд — 101

Характеристики моделей компьютера:
| Характеристика                            | Rolm 1602A                                        | Rolm 1606                                         | Rolm 1650                                         | Rolm 1664                                         | Rolm 1666                                         |
| ----------------------------------------- | ------------------------------------------------- | ------------------------------------------------- | ------------------------------------------------- | ------------------------------------------------- | ------------------------------------------------- |
| Разрядность, бит                          | 16                                                | 16                                                | 16                                                | 16                                                | 16                                                |
| Длина целочисленного операнда, бит        | 16, 32                                            | 16, 32                                            | 16, 32                                            | 16, 32                                            | 16, 32                                            |
| Длина команды, бит                        | 16, 32                                            | 16, 32, 48                                        | 16, 32                                            | 16, 32, 48                                        | 16, 32, 48                                        |
| Цикл памяти, мкс                          | 1,0                                               | 1,0                                               | 1,0                                               | 1,0                                               | 1,0                                               |
| Время доступа к памяти, мкс               | 0,5                                               | 0,5                                               | 0,5                                               | 0,5                                               | 0,5                                               |
| Объём памяти, К слов                      | 16–64                                             | 16–1024                                           | 16–32                                             | 16–64                                             | 16–1024                                           |
| Контроль чётности                         | Нет                                               | Нет                                               | Нет                                               | Нет                                               | Нет                                               |
| Коррекция ошибок                          | Нет                                               | Нет                                               | Нет                                               | Нет                                               | Нет                                               |
| Число аккумуляторов                       | 4                                                 | 4                                                 | 4                                                 | 12                                                | 4                                                 |
| Число индексных регистров                 | 2                                                 | 2                                                 | 2                                                 | 2                                                 | 2                                                 |
| Непосредственно адресуемая память, К слов | 64                                                | 64                                                | 32                                                | 64                                                | 64                                                |
| Число режимов адресации                   | 5                                                 | 6                                                 | 5                                                 | 6                                                 | 6                                                 |
| Память макрокоманд, бит                   | 1К×56                                             | 4К×36                                             | 1К×52                                             | 4К×32                                             | 4К×36                                             |
| Время сложения, мкс                       | 1,0                                               | 1,0                                               | 1,0                                               | 1,0                                               | 1,0                                               |
| Аппаратное умножение/деление              | Да                                                | Да                                                | Да                                                | Да                                                | Да                                                |
| Операции с плавающей точкой               | Опция                                             | Нет                                               | Да                                                | Опция                                             | Да                                                |
| Битовые операции                          | Да                                                | Да                                                | Да                                                | Да                                                | Да                                                |
| Резервный источник питания                | Нет                                               | Нет                                               | Нет                                               | Нет                                               | Нет                                               |
| Таймер                                    | Опция                                             | Опция                                             | Опция                                             | Опция                                             | Опция                                             |
| Прямой доступ к памяти                    | Да                                                | Да                                                | Да                                                | Да                                                | Да                                                |
| Скорость передачи данных, слов/с          | 666К                                              | 1М                                                | 666К                                              | 1М                                                | 1М                                                |
| Число уровней прерывания                  | 16                                                | 16                                                | 16                                                | 16                                                | 16                                                |
| Флоппи-диск, Мбайт                        | Да                                                | 0,6–1,2                                           | Да                                                | Да                                                | 0,6–1,2                                           |
| Магнитный пакет/картридж, Мбайт           | 5–10 картридж                                     | 5–160 картридж пакет                              | 5–10 картридж                                     | 5–10 картридж                                     | 5–160 картридж пакет                              |
| Диск с фиксированными головками, Мбайт    | 2                                                 | 0,5–4                                             | 2                                                 | 2                                                 | 0,5–4                                             |
| Магнитная кассета                         | Нет                                               | Нет                                               | ?                                                 | Нет                                               | Нет                                               |
| Магнитная лента ½ дюйма                   | 60 кбит/с                                         | 60 кбит/с                                         | 60 кбит/с                                         | 60 кбит/с                                         | 60 кбит/с                                         |
| Считывание перфокарты                     | 300 карт/мин                                      | 300 карт/мин                                      | 300 карт/мин                                      | 300 карт/мин                                      | 300 карт/мин                                      |
| Последовательный принтер                  | 300 символов/с                                    | 300 символов/с                                    | 300 символов/с                                    | 300 символов/с                                    | 300 символов/с                                    |
| Строчный принтер                          | 1100 строк/с                                      | 1100 строк/с                                      | 1100 строк/с                                      | 1100 строк/с                                      | 1100 строк/с                                      |
| Последовательный порт                     | 20 кбит/с                                         | 20 кбит/с                                         | 20 кбит/с                                         | 20 кбит/с                                         | 20 кбит/с                                         |
| Дисплей, символов×строк                   | 80×24                                             | 80×24                                             | 80×24                                             | 80×24                                             | 80×24                                             |
| Другие устройства                         | ЦАП, АЦП, вывод на перфоленту                     | ЦАП, АЦП, вывод на перфоленту                     | ЦАП, АЦП, вывод на перфоленту                     | ЦАП, АЦП, вывод на перфоленту                     | ЦАП, АЦП, вывод на перфоленту                     |
| Другие устройства                         | NTDS, 1533                                        | NTDS, 1533                                        | NTDS, 1533                                        |                                                   | NTDS, 1533                                        |
| Программное обеспечение                   | Ассемблер, Макроассемблер, Алгол, Бэйсик, Фортран | Ассемблер, Макроассемблер, Алгол, Бэйсик, Фортран | Ассемблер, Макроассемблер, Алгол, Бэйсик, Фортран | Ассемблер, Макроассемблер, Алгол, Бэйсик, Фортран | Ассемблер, Макроассемблер, Алгол, Бэйсик, Фортран |
| Операционная система                      | Пакетная, реального времени                       | Пакетная, реального времени                       | Пакетная, реального времени                       | Пакетная, реального времени                       | Пакетная, реального времени                       |
| Минимальная цена, $                       | 25 250                                            | 43 900                                            | 26 250                                            | 39 450                                            | 48 900                                            |
| Цена модуля памяти, $                     | 7 000 (16 K слов)                                 | 7 000 (16 K слов)                                 | 7 000 (16 K слов)                                 | 7 000 (16 K слов)                                 | 7 000 (16 K слов)                                 |
| Дата создания                             | 1977                                              | 1978                                              | 1976                                              | 1977                                              | 1977                                              |
| Число установок                           | 500                                               | 100                                               | ?                                                 | 100                                               | 40                                                |

## Применение
- Система РЭБ AN/SLQ-32
- Система РЭБ AN/MLQ-34
- Система наведения КР «Томагавк»
- БИУС H930